# Épisodes de Hawkeye
Cet article présente les 6 épisodes de la série télévisée américaine Hawkeye.

## Synopsis
Un an après la victoire sur Thanos, Clint Barton / Hawkeye a bien l'intention de passer Noël en famille; mais tous ses plans tombent à l'eau quand une jeune archère du nom de Kate Bishop est aperçue avec l'un de ses costumes, ce qui attire l'attention de ses anciens ennemis. Il doit s'associer avec la justicière néophyte pour démanteler l'organisation criminelle qui en a désormais après eux.

## Distribution

### Acteurs principaux
Note : Les acteurs ci-dessous sont crédités dans la distribution principale uniquement dans les épisodes où ils apparaissent.
- Jeremy Renner (VF : Jérôme Pauwels ; VQ : Antoine Durand) : Clint Barton / Hawkeye
- Hailee Steinfeld (VF : Marie Tirmont ; VQ : Marie-Laurence Boulet) : Kate Bishop
- Tony Dalton (VF : Arnaud Léonard ; VQ : Louis-Olivier Mauffette) : Jack Duquesne
- Fra Fee (en) (VF : Marc Arnaud ; VQ : Victor Naudet) : Kazimierz « Kazi » Kazimierczak
- Brian d'Arcy James (VF et VQ : Dimitri Rataud) : Derek Bishop, le père de Kate (épisode 1)
- Aleks Paunovic (VF et VQ : Igor Chometowski) : Ivan Banionis
- Piotr Adamczyk (VF et VQ : Vincent Deniard) : Tomas Delgado
- Linda Cardellini (VF : Marie Chevalot ; VQ : Rose Maïté Erkoreka) : Laura Barton / Oiseau moqueur (épisodes 1 et 2, 4-6)
- Simon Callow (VF et VQ : Philippe Catoire) : Armand Duquesne III (épisode 1)
- Vera Farmiga (VF : Ivana Coppola ; VQ : Anne Dorval) : Eleanor Bishop, la mère de Kate
- Alaqua Cox (VF et VQ : sans dialogues) : Maya Lopez (épisodes 2-6)
- Zahn McClarnon (VF : Didier Long) : William Lopez, le père de Maya (épisode 3)
- Florence Pugh (VF : Kelly Marot ; VQ : Catherine Brunet) : Yelena Belova / Black Widow (épisodes 4-6)
- Vincent D'Onofrio (VF : Thierry Hancisse ; VQ : Thiéry Dubé) : Wilson Fisk / le Caïd (épisodes 5 et 6)

### Acteurs récurrents
- Ben Sakamoto (VF et VQ : Tom Trouffier) : Cooper Barton
- Ava Russo (VF : Clara Poincaré ; VQ : Fanny-Maude Roy) : Lila Barton
- Cade Woodward (VF et VQ : Basile Boucherit) : Nathaniel Barton
- Jolt : Lucky, the Pizza Dog
- Ivan Mbakop (VF : Vincent Bonnasseau) : Lieutenant Caudle
- Carlos Navarro (VF : Thomas Espinera) : Enrique

### Invités
- Clara Stack (VF et VQ : Capucine Crépêt) : Kate Bishop, enfant (épisode 1)
- Jason Scott McDonald : Thor, dans la comédie musicale Rogers: The Musical (épisode 1)
- Jordan Chin : Loki, dans la comédie musicale Rogers: The Musical (épisode 1)
- Tom Feeney : Captain America, dans la comédie musicale Rogers: The Musical (épisode 1)
- Harris Turner : Hulk, dans la comédie musicale Rogers: The Musical (épisode 1)
- Avery Gillham : Hawkeye, dans la comédie musicale Rogers: The Musical (épisode 1)
- Meghan Manning : la Veuve noire, dans la comédie musicale Rogers: The Musical (épisode 1)
- Aaron Nedrick : Iron Man, dans la comédie musicale Rogers: The Musical (épisode 1)
- Nico DeJesus : Ant-Man, dans la comédie musicale Rogers: The Musical (épisode 1)
- Clayton English (VF : Alex Fondja) : Grills (épisode 2)
- Brian Troxell (VF : Fabrice De La Villehervé) : Gary (épisode 2)
- Darnell Besaw : Maya Lopez, enfant (épisode 3)
- Phoenix Crepin : Kazi, enfant (épisode 3)
- Adetinpo Thomas (VF : Marie Bouvet) : Wendy (épisode 4 et 6)
- Adelle Drahos (VF : Ingrid Donnadieu) : Missy (épisode 4 et 6)

## Liste des épisodes

### Épisode 1:Ne jamais rencontrer ses héros
- Mondial : 24 novembre 2021 sur Disney+

### Épisode 2:Cache-cache
- Mondial : 24 novembre 2021 sur Disney+

### Épisode 3:Echos
- Mondial : 1er décembre 2021 sur Disney+

### Épisode 4:On fait équipe, non?
- Mondial : 8 décembre 2021 sur Disney+

### Épisode 5:Le Ronin
- Mondial : 15 décembre 2021 sur Disney+

En 2018, Belova et sa collègue Black Widow Sonya, qui ont aidé les veuves noires déprogrammées, se réunissent avec une autre ancienne veuve, Ana, et Belova devient une victime de l’éclipse. 

### Épisode 6:Tu parles d’un joyeux Noël!
- Mondial : 22 décembre 2021 sur Disney+